# Begonia howii
Begonia howii là một loài thực vật có hoa trong họ Thu hải đường. Loài này được Merr. & Chun mô tả khoa học đầu tiên năm 1940.